# Іїда Теко
Іїда Теко (яп. 飯田蝶子, Иїда Те:ко), (15 квітня 1897, Токіо — 26 грудня 1972, Токіо) — актриса японського кіно,що знімалася у фільмах видатних режисерів Тейноске Кінугаса, Хіроси Сімідзу, Хейноске Госє, Мікіо Нарусе, Ясудзіро Сімадзу, Акири Куросави, Кейсуке Кіносіти, Кона Ііикави, Тадасі Імаї, але особливо любила і цінувала кінорежисер Ясудзіро Одзу, що зняв її у 18 своїх фільмах.

## Біографія
Теко Іїда народилася в старому центрі Токіо, в Асакусі . Її батько був урядовцем Міністерства зв'язку і не надто забезпеченим. Після закінчення школи дівчина працювала клерком у найбільшому універмазі Японії «Мацудзакая» [неавторитетне джерело]  . Завдяки своїй працьовитості та старанності Теко швидко просувалася кар'єрними сходами і невдовзі вже перейшла на журналістську роботу. Далі влаштувалася в трупу кабуки «Накамура Мацугоро» (яп. 中村又五郎)  з наміром робити акторську кар'єру, але трупа розпалася через шість місяців після смерті її керівника.
В 1922 Іїда подає заявку на студію «Сетику-камата» , але їй відмовляють на тій підставі, що вона недостатньо красива для акторської професії. Однак дівчина виявила наполегливість і переконала взяти її на другопланову роль, наприклад покоївки. Тож вона потрапила на студію ученицею (без заробітної плати). Через рік їй довірять роль у фільмі «Умирающая жена» (яп. 死に行く妻, 1923)  . Незабаром глядачі та критики відзначать її вроджене почуття гумору та вміння розсмішити, і молода актриса почне все частіше з'являтися на екрані в комедійних ролях. А після того, як вийде заміж за кінооператора Хидэаки Сигэхару , вона зіграє головні ролі у багатьох фільмах.
Коли вона почне наприкінці 1920-х років зніматися у молодого тоді ще режисера Ясудзіро Одзу, за її плечима вже буде послужний список ролей у понад шістдесяти кінокартинах. Вона стане однією з улюбленок режисера, знявшись у нього в безлічі фільмів, мабуть так часто в Одзу буде зніматися тільки актор Тисю Рю . Її ролі в Одзу будуть і наповненими гумором, як у комедіях « Дні юності » ( 1929 ) або в « Дівчині та бороді » ( 1931 ) і глибоко драматичними, як у найяскравішій її роботі у майстра кінорежисури в кінострічці « Оповідання домовласника » ( 1947) ). Однак і тут вона внесе комічні інтонації, виконавши роль бабусі Отане (хоча актрисі буде лише п'ятдесят років, вона після цього так і гратиме бабусь і бабусь).
Актриса буде затребувана і в роботах інших видатних японських режисерів: Мікіо Нарусе (« З тобою ми в розлуці », «Щоночні сни» - обидва 1933 ; «Весна прокидається», 1947 ; «Перисті хмари», 1958 та ін), Хейно («Наречена розмовляє уві сні», 1932 ; « Танцівниця з Ідзу », 1933 ; « Тягар життя », 1935 та ін.), Тейносуке Кінугаса (« Тюсінгура: 47 ронінів », 1932 ), « Хіросі Сімі ; «Записки мандрівної актриси», 1941 та ін.), Акіра Куросава (« П'яний ангел », 1948 ; « Бездомний пес », 1949 ), а також у фільмах Ясудзіро Сімадзу, Кейсуке Кіносіти, Кона Ітікави, Тадасі Імаї. за півстоліття роботи у кіно більш ніж у 300 кінострічках  .
Теко Іїда була відзначена імператорським « Орденом Культури » , що вручається за досягнення у мистецтві. Актриса померла в 1972 віці 75 років від раку легенів  .

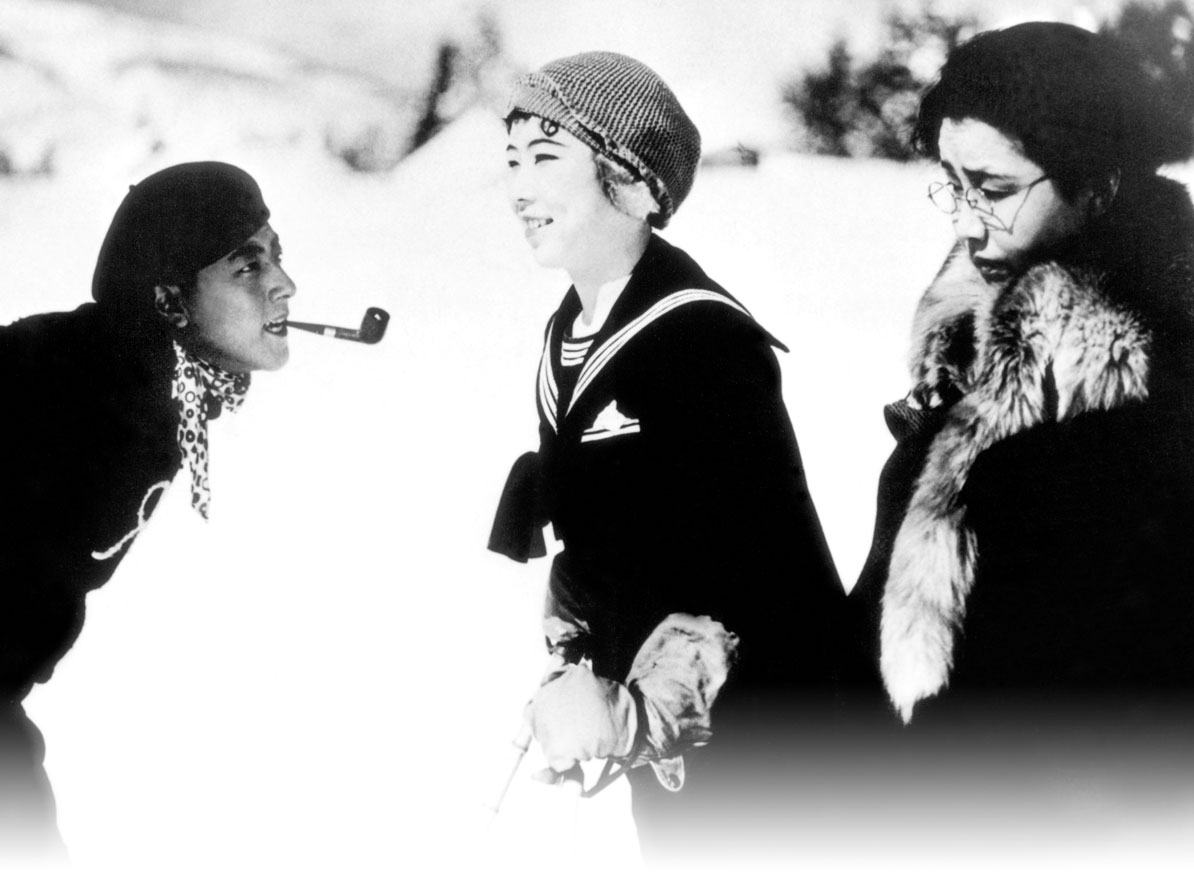
кадр з фільму Ясудзіро Одзу « Дні юності ». Крайня справа - Теко Іїда

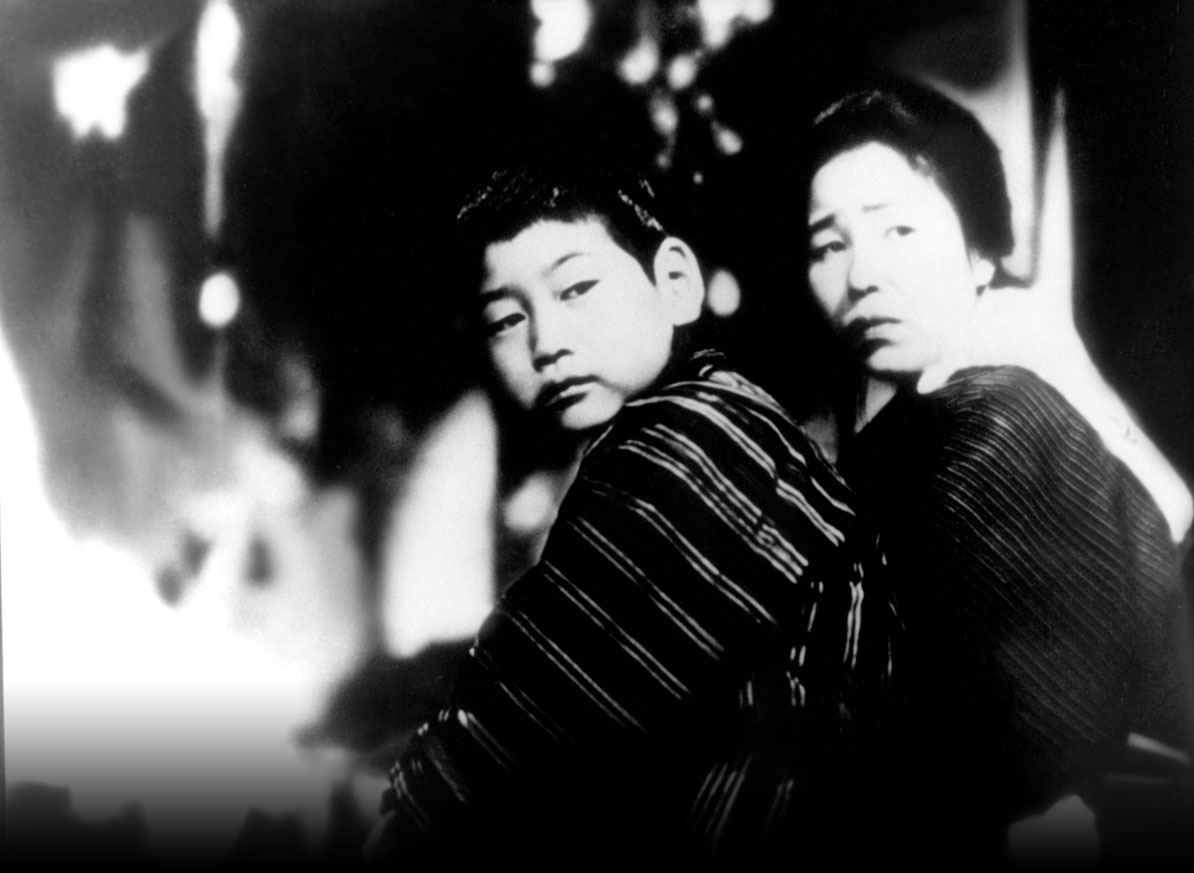
кадр з фільму Ясудзіро Одзу « Єдиний син ». Праворуч - Теко Іїда

## Вибрана фільмографія
- 1928 - «Гарне тіло» (яп. 肉体美 нікутабі), реж. Ясудзіро Одзу - Ріцуко (фільм не зберігся)
- 1929 - «Гора скарбів» (яп. 宝の山 такара та яма), реж. Ясудзіро Одзу - гейша (фільм не зберігся)
- 1929 - «Дні юності» (яп. 학생 로맨스 젊음 일 гакусей романсу; вакакі хі) 학생 로맨스 젊음 гакусей романсу; вакакі хі), реж. Ясудзіро Одзу — тітка Тіеко
- 1929 - «Університет-то я закінчив...» (яп. 대학 не має дати дайгаку детакаредо)..» (яп. 대학 ні детакередо), реж. Ясудзіро Одзу - господиня (короткометражка)
- 1931 - «Дівчина і борода» (яп. 淑女と髭 сюкудзе то хіге), реж. Ясудзіро Одзу - мати Хіроко
- 1931 - «Токійський хор» (яп. 도쿄 合唱 то: ке: але ко: расу). Ясудзіро Одзу - пані Омура
- 1931 — «Може любов буде з нами» (яп. демпен; нихонхен), реж. Ясудзіро Сімадзу – пані у барі
- 1932 - «Манчжурський марш» (яп. 万州行進曲 мансю: до: синкёку), реж. Ясусі Сасакі, Хіросі Сімідзу – медсестра.
- 1932 - «Перші кроки після висадки на берег» (яп. 上陸第一歩 дзё:ріку дай-іппо), реж. Ясудзіро Сімадзу - господиня готелю
- 1932 - "Де ж мрії юності?" ящ. Ясудзіро Одзу - мати Сайки
- 1932 - «До нової зустрічі» (яп. 逢ふ日まで мата ау хі мадэ) або 逢ふ日まで мата ау хі мадэ), реж. Ясудзіро Одзу - служниця (фільм не зберігся)
- 1932 - «Тюсінгура: 47 ронінів» (яп. 忠臣蔵 前篇赤穂京の巻 : сингура: дзэмпен; акахоке: але маки) акахоке: але макі), реж. Тейносуке Кінугаса
- 1932 - «Кохання, пов'язане з небом» (яп. 天国に 結ぶ恋 тенгоку ні мусубу кой), реж. Хейноске Госьо - вчителька гімнастики
- 1933 - «Наречена розмовляє уві сні» (яп. 花嫁の寝言 ханаєме але негото), реж. Хейноске Госє - сусідка
- 1933 — «Танцівниця з Ідзу: Там, де розпускаються квіти кохання» (яп. 恋の花咲く　伊豆の踊子 кой но хана саку; идзу но одоріко) ізу та одоріко), реж. Хейноске Госє - гейша
- 1933 - «З тобою ми в розлуці» (яп. 君 і хлопцем кимось вакарэте) 군 і хлопцем кимось вакарэте), реж. Мікіо Нарусе - господиня будинку гейш
- 1933 - «Щоночні сни» (яп. 밤 на 꿈 його але юме) 밤 на 꿈 його на юме), реж. Мікіо Нарусе - господиня готелю
- 1933- "Ласки" (яп. 愛撫 айбу) 愛撫 айбу), реж. Хейноске Госє - господиня готелю
- 1933 - «Каприз» («Минна спокуса») (яп. 出来ごころ декігокоро), реж. Ясудзіро Одзу - Отоме
- 1933 - «Труба і дівчина» (яп. rappa та 딸 раппа то мусуме) rappa та 딸 раппа то мусуме), реж. Ясудзіро Сімадзу
- 1933 - «Щікою до щоки» (яп. 頬을 기울이면 хохо о есуреба) 頬を дужею хохо о есуреба), реж. Ясудзіро Сімадзу — господиня у швейній майстерні
- 1934 - «Родоводу жінки» (яп. 婦系図 онна кейдзу) 婦系図 онна кейдзу), реж. Хотеї Номура — Оген, господиня
- 1934 - «Маму треба любити» (яп. 어머니를 사랑해야 хаха о ковадзуя), реж. Ясудзіро Одзу
- 1934 - «Сусідка Яе-тян» (яп. 옆의 야에 짱 тонарі але яе-тян) дол. Ясудзіро Сімадзу - Хамако
- 1934 - «Історія про водорості, що пливуть» (яп. 浮草物語 укікуса-моногатарі) 浮草物語 укікуса-моногатарі), реж. Ясудзіро Одзу - Оцуне
- 1935 - «Невинна дівчина» (яп. 箱入娘 хакоірі мусуме), реж. Ясудзіро Одзу - Оцуне (фільм не зберігся)
- 1935 - «Токійська нічліжка» (яп. 東京 宿 то:ке: але отрута) Ясудзіро Одзу - Оцуне
- 1935 - «Окото і Сасуке» (яп. 春琴抄　お琴と佐助 сюнкінсе: окото то сасуке)春琴抄　お琴 і 佐助 сюнкінсе: окото то сасуке), реж. Ясудзіро Сімадзу - Окімі
- 1935 - «Тягар життя» (яп. . . ) реж. Хейноске Госє — Окане
- 1936 - «Колледж - гарне місце» (яп. 대학 좋은 사촌 дайгаку йоікото) 대학 좋은 торік дайгаку еікото), реж. Ясудзіро Одзу - дружина господаря (фільм не зберігся)
- 1936 - «Жінка ночі» (яп. 朧夜の女 боре но нона), реж. Хейноске Госё - Отоку, мати Сеїті
- 1936 - «Чоловік для жінки» (яп. 男性 対 дзансей таї дзёсей), реж. Ясудзіру Сімадзу
- 1936 - «Єдиний син» (яп. 1. 아들 хіторі мусуко), реж. Ясудзіро Одзу - Цуне Нономія (О-Цуне)
- 1936 - «Домогосподарка з камеліями» (яп. 人妻椿 хітодзума цубаки), реж. Хіромаса Номура
- 1937 - «Місяць над руїнами» (яп. 荒城の月 ко:дзе: але цукі), реж. Кейсуке Сасакі
- 1937 - «Мрія матері» (яп. 母の夢 хаха-но юме) 母 з 꿈 хаха-но юме), реж. Ясусі Сасакі
- 1937 - Що забула дама? (Яп. 淑女は 무엇을 잊і? Ясудзіро Одзу - Тіоко Сугіяма
- 1937 - «Потрійна заручини» (яп. 혼약 三羽烏 коняку самбагарасу), реж. Ясудзіро Сімадзу — жінка у тютюновій лавці
- 1940 - "Нобуко" (Яп. 信子), реж. Хіросі Сімідзу - Окей
- 1941 - «Пам'ятна пісня» (яп. 歌女おぼえ書 утадзо обоегакі), реж. Хіросі Сімідзу - господиня
- 1941 - «Брати і сестри сім'ї Тода» (яп. 戸田家の兄妹 тодаке но ке: дай) 戸田家의 형妹 тодаке но ке: дай), реж. Ясудзіро Одзу — Кійо
- 1941 - "Квітка" (яп. 花 хана), реж. Кодзабуро Есімура
- 1941 - «Записки мандрівної актриси» (яп. 女医 기록 дьи но кироку), реж. Хіросі Сімідзу - Оцуне
- 1944 - «Тоне непотоплюваний лінкор» (яп. 不沈艦撃沈 футинкан гекітін), реж. Масахіро Макіно
- 1944 - «Вулиця тріумфування» (яп. 환호 마을 канко но мати) Кейсуке Кіноса
- 1945 — «Дівчата з Ідзу» (яп. 伊豆の娘たち идзу но мусуметаті), реж. Хейноске Госє - Сіге
- 1947 - «Розповідь домовласника» (яп. 長屋紳士録 гола синсироку), реж. Ясудзіро Одзу - Отане
- 1947 - «Весна прокидається» (яп. 봄의 메자메 хару але медзаме), реж. Мікіо Нарусе - Тама Такемура
- 1948 - «П'яний ангел» (яп. 酔いどれ天使 йодоре тенсі), реж. Акіра Куросава - стара служниця
- 1948 - «Примара померла на світанку» (яп. 幽霊暁 на 죽і ю: рей акацукі ні сису) 幽霊暁 на 죽і ю: рей акацукі ні сису), реж. Масахіро Макіно - Юко Коріяма
- 1949 - «Весняний флірт» (яп. 봄의 놀이 хару но тавамуре), реж. Кадзіро Ямамото
- 1949 - «Привид Йоцуї. Частина I» (яп. 四谷怪談　前篇 йоцуя кайдан; демпей)Частина I» (яп. 四谷怪談　前篇 йоцуя кайдан; демпей), реж. Кейсуке Кіносіта - мати Кохея
- 1949 - «Привид Йоцуї. Частина II» (яп. 四谷怪談　後篇 ёцуя каудан; ко:хей)Частина II» (яп. 四谷怪談　後篇 йоцуя каудан; до:хей), реж. Кейсуке Кіносіта - мати Кохея
- 1949 - «Бездомний пес» (яп. 野良犬 нора іну), реж. Акіра Куросава - менеджер готелю Когецу
- 1950 - «Сансіро з Гіндзи» (яп. 銀座三四郎 гіндза сансіро:) 銀座三四郎 гіндза сансіро:), реж. Кон Ітікава
- 1951 - "Еріко разом з ..." (фільм у двох частинах) (яп. 에리코와 еріко то томоні).. (фільм у двох частинах) (яп. 에리코와 еріко то томоні), реж. Сіро Тойода - Сімено
- 1951 - "І все-таки ми живемо!" (яп. вузькими доккою ікітеру)» (яп. вузькими доккою ікітеру), реж. Тадасі Імаї - стара Акіяма
- 1951 - «Хто знає жіноче серце» (яп. Кадзіро Ямамото – мати Сайки
- 1952 - «Розлучення» (яп. 離婚 рикон), реж. Масахіро Макіно — Кікуйо
- 1952 - «Буря в горах Хаконе» (яп. 箱根風雲録 хаконе фуунроку), реж. Сацуо Ямамото - Тора.
- 1952 - «Невістка» (яп. . . . . . з . Сейдзі Маруяма - Кацу
- 1952 - «Коханці з Токіо» (яп. 東京 恋人 то: ке: але койбіто) , реж. Ясукі Тіба - Мацуо
- 1953 - "Дикий гусак" (яп. 雁 ган) 雁 ган), реж. Сіро Тойода - Осан, сваха
- 1954 - «Долина любові і смерті» (яп. 愛と死の 谷間 ай то сино таніма) 愛. Хейноске Госе
- 1954 - "Канава" (яп. どぶ доб) уб сут), реж. Кането Сіндо
- 1955 - «Мирне життя. Частина I» (яп. 天下泰平 тенка тайхей) Частина I» (яп. 天下泰平 тенка тайхей), реж. Тосіо Сугіе
- 1955 - «Щоденник поліцейського» (яп. 警察日記 кейсацу ніккі), реж. Сейдзі Хісамацу
- 1955 - "Поцілунок" (яп. くちづけ кутидзуке), реж. Мікіо Нарусе - Ясоко, мати (2-я новела)
- 1955 - «Груди назавжди» (яп. 乳房よ 永寛れ тибуса е еен наре) 乳房よ 永遠 れ тибуса е еен наре), реж. Кинує Танака - Хіде
- 1956 - «Мрак серед дня» (яп. 真昼 암흑 махиру та анкоку) 真昼 암흑 махиру та анкоку), реж. Тадасі Імаї - Цуна Уемура
- 1956 - «Історія привиду Йоцуя» (яп. 四谷怪談 йоцуя кайдан), реж. Масакі Морі - мати Макі
- 1956 - «Опис хвилювання після тайфуну» (яп. 台風騒動記 тайфу: з: до: ки) 태풍 소동기 тайфу: з: до: ки), реж. Сацуо Ямамото - стара
- 1957 - "Жовта ворона" (яп. німецькі кейс карасу), реж. Хейноске Госє - бабуся
- 1957 - «Зведені брати» (яп. 異母兄弟 ібоке: дай) Мієдзі Іекі - Масу
- 1957 - «Осаджена в'язниця» (яп. どたんば дотамба), реж. Тому Утіда
- 1958 - «Міст для нас двох» (яп. 2-х аркушів футарі даке но хасі), 2-х габаритів футарі даке но хасі), реж. Сейдзі Маруяма - Кіку Ісіда
- 1958 - «Життя Мухомацу» (яп. 無法松の一生 мухо:мацу але іссін) 無法松의一生 мухо:мацу але іссин), реж. Хіросі Інагакі — Отора, господиня
- 1958 - «Перисті хмари» (яп. 鰯雲 івасігума), реж. Мікіо Нарусе - Хідей
- 1958 - «Оголене сонце» (яп. пустий 태양 хадака-но тайє) скинутий 태양 хадака-но тайє), реж. Мієдзі Іекі — Іне
- 1959 - «Відлуння вас кличе» (яп. こだまは 부르고и кодама вандеіру), реж. Ісіро Хонда
- 1959 - «Єнот і лисиця» (яп. 狐 і кіцуне то танукі) 狐 і пис кіцуне то танукі), реж. Ясукі Тіба
- 1961 - «Як дружина, як жінка» (яп. 妻 і цума то сите онна то сите) 妻 і цума то сите онна то сите), реж. Мікіо Нарусе - бабуся
- 1962 - «Записки мандрівниці» (яп. 放浪記 хо:ро:кі) 放浪記 хо:ро:кі), реж. Мікіо Нарусе
- 1963 - «Сяюче море» (яп. 光る海 хикару уми), реж. Ко Накахіра - Кікуко Хасекура
- 1965 - «Геній дзюдо» (яп. 姿三四郎 сугата сансиро:)姿三四郎 сугата сансиро:), реж. Кейсуке Кіносіта — старенька
- 1967 - "Це почалося в Альпах" (яп. 南太平洋の若大将 мінами тайхейє але вакадайсьо:) 南太平洋の若大将 мінами тайхейє та вакадайсе:), реж. Кінго Фурусава - Танума Рікі